# Francisco Velázquez Minaya
Francisco Velázquez Minaya (nacido en Madrigal de las Altas Torres) fue un noble y político castellano del siglo XVI.
Fue hijo de Francisco Minaya, señor de la Casa de Minaya, regidor perpetuo de la villa de Madrigal de las Altas Torres y maestresala del rey, casado con Nicolasa Velázquez de Castro, hija de Gutierre Velázquez de Cuéllar, canciller mayor de Juan II de Aragón y del Consejo Real de Juan II de Castilla. Usó el apellido de su madre por considerar de mayor nobleza y reputación la Casa de Velázquez de Cuéllar que la de su varonía. Fue señor de la Casa de Minaya, regidor de Madrigal y de la cámara de Felipe II de España.
Contrajo matrimonio con Beatriz Guerra y Pereira de Céspedes, natural de Barcelona, hija de Diego Álvarez Pereira Carneiro, mayordomo mayor de la emperatriz María Ana de Austria y Austria-Estiria. Fue esta señora, después de enviudar, secretaria y azafata de la reina Margarita de Austria-Estiria. Nació de este enlace Francisco Velázquez Minaya y Guerra, señor de Nomincha.